# Joanne Herring
Joanne Herring (née le 3 juillet 1929) est une femme d'affaires milliardaire, ex-consul honoraire à la fois au Pakistan et au Maroc et ex-présentatrice de télévision américaine. En tant que militante politique républicaine anticommuniste chrétienne, elle a joué un rôle important dans le programme afghan mené par la CIA pour aider l'Afghanistan contre l'armée rouge, ce qui a contribué à la chute de l'empire soviétique en 1991. Son rôle a été mis en lumière et romancé dans le livre La Guerre de Charlie Wilson : L'extraordinaire histoire de la plus grande opération secrète de l'histoire, sur lequel se base le film La Guerre selon Charlie Wilson (2007), dans lequel son rôle est tenu par  Julia Roberts.

## Biographie
Joanne naît le 3 juillet 1929 à Houston au Texas. Elle suit des études à l'université du Texas à Austin.
À la fin des années 1950, elle devient présentatrice de l'émission de télévision Joanne King Show, fonction qu'elle occupe durant 15 ans à Houston.
Elle épouse le promoteur immobilier Robert King avec qui elle a deux fils, Beau et Robin, avant leur divorce. Elle épouse ensuite l'homme d'affaires texan et milliardaire du pétrole Robert Herring. Durant ce mariage, elle est consul honoraire à la fois au Pakistan et au Maroc. Après la disparition de Robert Herring, elle épouse en 1985 Lloyd Davis, patron de la Fisk Electric.

## Participation auprogramme afghan
Avec son mari Robert Herring, homme d'affaires texan milliardaire œuvrant dans l'industrie du pétrole, et en tant que consul honoraire à la fois au Pakistan et au Maroc, elle sillonne le Moyen-Orient. Elle fait partie ainsi des premiers à être avertie par les Inter-Services Intelligence et à pouvoir observer concrètement   l'invasion de l'Afghanistan par l'Armée rouge à partir de 1979 (guerre d'Afghanistan de 1979-1989). 
Dans les années 1980, elle joue un rôle important dans le programme afghan de la CIA où elle persuade le député texan et membre très influent du sous-comité américain des crédits à la Défense (en) Charlie Wilson d'augmenter considérablement les aides à l'Afghanistan contre les Russes, dans l'espoir de leur infliger une défaite fatale à moindre frais et de provoquer leur chute. Le succès de cette opération secrète contribue à la disparition de l'empire soviétique en 1991. En 2003, le livre La Guerre de Charlie Wilson... de George Crile raconte son rôle dans cette opération et en 2007, le film La Guerre selon Charlie Wilson montre son rôle au grand écran, interprété par Julia Roberts.